# Edward John Phelps

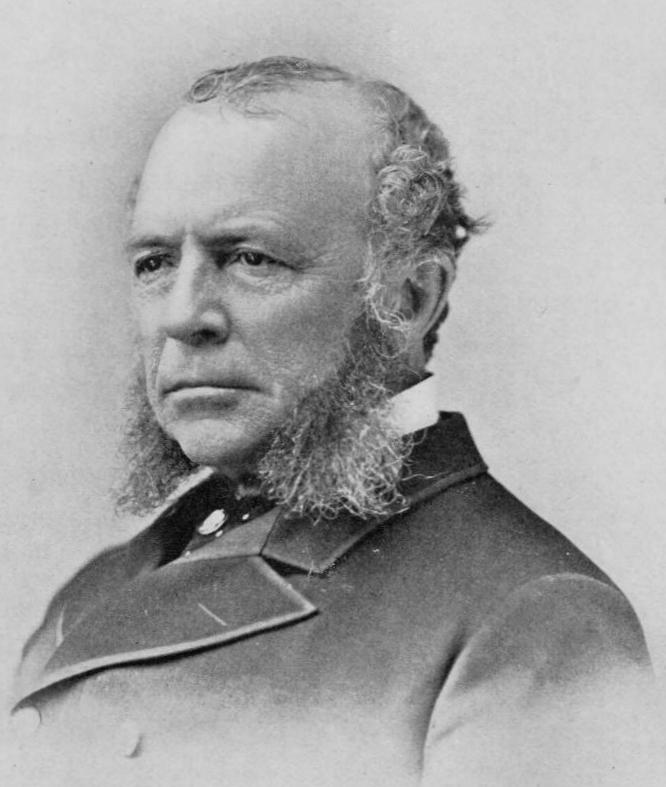
Edward J. Phelps (etwa 1880er Jahre) und Unterschrift

Edward John Phelps (* 11. Juli 1822 in Middlebury, Vermont; † 9. März 1900 in New Haven, Connecticut) war ein US-amerikanischer Jurist, Politiker und Diplomat.

## Leben und politische Karriere
Edward John Phelps war das älteste von elf Kindern des Juristen und Politikers Samuel S. Phelps (1793–1855) und der Frances Shurtleff (1792–1825) beziehungsweise der Electa Satterlee (1802–1870). Edward erwarb einen ersten Studienabschluss am Middlebury College, studierte dann an der Yale University Jura und war ab 1843 als Anwalt tätig.
Phelps war Anhänger der United States Whig Party, wandte sich nach deren Auflösung (1856) den Demokraten zu, unterstützte aber 1896 die Wahl des Republikaners William McKinley (1843–1901) zum Präsidenten.
Von 1851 und 1853 war Phelps Second Comptroller of the US Treasury (eine leitende Stellung im Finanzministerium der Vereinigten Staaten). 1870 war Phelps Delegierter in der verfassungsändernden Versammlung von Vermont. Phelps war 1878 eines der 14 Gründungsmitglieder der American Bar Association, deren 3. Präsident er 1880/81 war. 1882 kandidierte Phelps erfolglos als Gouverneur von Vermont.
1881 erhielt Phelps eine Professur für Jura an der Yale University, die er bis zu seinem Tode innehatte. Zusätzlich war er von 1881 bis 1883 Professor für Medizinrecht an der University of Vermont und 1882 Lecturer für Verfassungsrecht an der Boston University.
Am 19. Mai 1885 wurde Phelps als Nachfolger von James Russell Lowell (1819–1891) Botschafter der Vereinigten Staaten im Vereinigten Königreich. Phelps hatte den Posten bis zum 31. Januar 1889 inne. Sein Nachfolger wurde Robert Todd Lincoln (1843–1926). 1888 galt Phelps als Kandidat für das Amt des Chief Justice of the United States, wurde aber nicht berücksichtigt, da Präsident Grover Cleveland fürchtete, Phelps’ vorangegangene Tätigkeit im Vereinigten Königreich könnte ihn Stimmen der irischstämmigen Wähler kosten. 1893 war Phelps Chefunterhändler zur Beilegung eines Fischereistreites um die Beringsee.
1890 wurde Phelps in die American Academy of Arts and Sciences gewählt, 1895 in die American Philosophical Society. Er hielt Ehrendoktorate des Middlebury College (1870), der University of Vermont (1887) und der Harvard University (1887).
Edward John Phelps war seit 1845 mit Mary S. Haight (1827–1909) verheiratet, das Paar hatte vier Kinder. Sein Grab befindet sich auf dem Greenmount Cemetery in Burlington, Vermont.